# D'autres mondes
Pour plus de détails, voir Fiche technique et Distribution.
D'autres mondes (Other Worlds) est un documentaire français de Jan Kounen sorti le 30 juin 2004.

## Synopsis
Alors qu'il tourne Blueberry, l'expérience secrète, Jan Kounen rencontre les guérisseurs Shipibo d'Amazonie péruvienne et découvre leur plante sacrée : l'Ayahuasca, la liane des esprits (ou liane des morts).
Extrêmement marqué par cette expérience, il décide de revenir au Pérou afin de tourner un documentaire sur la plante et les rites médicinaux des chamans. Pour cela il filme les autochtones mais va aussi rencontrer des neurologues, philosophes, artistes, chimistes travaillant sur ce sujet. Il interroge notamment Jean Giraud, le dessinateur de Blueberry, Guillermo Arevalo ou Kary Mullis, prix Nobel de chimie 1993.
Plus qu'un documentaire traditionnel, le film se veut une invitation au voyage, une porte entrouverte sur un autre monde ou une autre perception du réel.

## Fiche technique
- Titre : D'autres mondes
- Titre international : Other Worlds
- Réalisation : Jan Kounen
- Scénario : Dominique Fausset et Manna Mégard
- Production : Jan Kounen et Ariel Zeitoun
- Musique : Jean-Jacques Hertz et François Roy
- Photographie : Jan Kounen et Anne Paris
- Montage : Stéphane Mazalaigue
- Pays de production :  France
- Genre : documentaire
- Durée : 73 minutes
- Dates de sortie : 30 juin 2004

## Distinctions
- Grand prix du documentaire au Festival mondial du film d'aventure de Manaus 2004